# Gastronomia de Puerto Rico
La gastronomia porto-riquenya, anomenada pels seus habitants cocina criolla, consisteix en l'estil de cuina i plats tradicionals originals de Puerto Rico. Ha estat principalment una fusió influenciada pels avantpassats del poble porto-riqueny: els indígenes taïnos i arauac, els criolls espanyols i els esclaus de l'Àfrica subsahariana. Com a un dels territoris dels Estats Units, l'escena culinària de Puerto Rico també ha estat moderadament influenciada per la cuina estatunidenca.
Tot i que la cuina porto-riquenya s'assembla a la cuina espanyola i d'altres llatinoamericanes, reflecteix una barreja diferent d'influències, utilitzant condiments i ingredients autòctons. Els ingredients bàsics de la cuina porto-riquenya inclouen l'arròs, els fesols i la mandioca. També s'utilitza carn (principalment de porc), peix, marisc i fruites tropicals (guaiaba i papaia). Entre les begudes, destaca la producció local de rom, que es beu majoritàriament en forma de begudes combinades.

## Característiques
De la dieta taïno i arauac provenen moltes arrels i tubercles tropicals com la yautía i sobretot la yuca, la mandioca. Les viandas són hortalisses d'arrel amb midó, com la iuca, el nyam, la yautía, la batata, la malanga i l'apio criollo, totes cultivades a les regions muntanyoses de l'illa.
Els colonitzadors espanyols van introduir aliments d'Europa, Àsia i Àfrica, i van descobrir els béns locals com el porc i el bestiar. Tot i així, part del que els espanyols van portar a l'illa va tenir una gran importància per als plats tradicionals moderns com els plàtans, les bananes, l'oli d'oliva, l'all, l'arròs, el sucre, el bacallà i el cafè; tots els quals són ara destacats en la cultura alimentària actual de Puerto Rico.
De la influència africana provenen el coco, el cafè (portat pels àrabs i els corsos a Yauco des de Kaffa, Etiòpia), okra, taro (malanga), tamarinde, nyam (ñame), les llavors de sèsam, els gandules (pèsols d'Angola), els plàtans, moltes varietats de bananes i altres hortalisses d'arrel i les pintades. Els esclaus africans també van introduir aliments per fregir, com els cuchifritos.
A finals del segle XIX, la cuina tradicional de Puerto Rico estava ben establerta. L'any 1848, el primer restaurant, La Mallorquina, va obrir les portes al Vell San Juan. El cocinero puerto-riqueño o Formulario, el primer llibre de cuina de l'illa, es va publicar el 1849.

## Algunes especialitats[1]

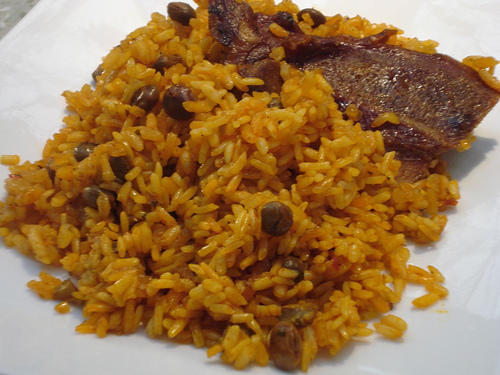
Un plat darroz con gandules

- Arroz con gandules, una barreja fregida d'arròs, gandules i carn de porc, àmpliament considerat com el plat nacional de Puerto Rico[9][10]
- Mofongo, originalment un plat africà fet de puré de plàtans, farcit de carn, cansalada o marisc, servit amb una salsa
- Empanada, un pastisset de massa farcida
- Sancocho, un brou amb verdures d'arrel i blat de moro
- Tostones, rodanxes de plàtan verd o pana fregits
- Lechón asado, garrí rostit
- Arroz y habichuelas, una barreja d'arròs i fesols, sovint amb altres ingredients
- Quesito, una pasta dolça farcida de formatge
- Pasteles, massa cuita en una fulla de plàtan, semblant als tamales mexicans
- Piraguas, unes postres fetes de gel picat, aromatitzades amb xarop de fruita
- Flam, postres de púding i caramel
- Piña colada, una beguda tropical amb rom o sense alcohol, originària de Puerto Rico
- Mavi, un refresc elaborat amb escorça d'arbre, sucre i espècies